# 和平家园
39°57′54″N 116°25′18″E / 39.965046°N 116.421739°E
和平家园社区是北京市朝阳区和平街街道下属的一个社区。位于北三环路以南、和平东街以西、和平西街以东、青年沟路以北。面积1平方公里，包括和平街8区、10区、11区。有85栋居民楼和7个平房院，居民1.2万人。
辖区内有：北京市新闻出版局、市扫黄打非办公室、中国计量科学研究院、中国电影家协会。